# Duane Jones (Schauspieler)
Duane L. Jones (* 2. Februar 1937 in New York, New York; † 22. Juli 1988 in Mineola, Long Island, New York) war ein US-amerikanischer Schauspieler. Er wurde bekannt durch seine Rolle Ben in dem Horrorfilm Die Nacht der lebenden Toten (1968) von George A. Romero.
Er war der erste afroamerikanische Hauptdarsteller in einem Horrorfilm, der nicht wegen seiner Hautfarbe ausgewählt wurde.
Neben seiner Arbeit als Filmdarsteller war er hauptsächlich als Englisch-Professor und artistic director in verschiedenen Universitäten und Theatern in den USA tätig.

## Filmografie
- 1968: Die Nacht der lebenden Toten (Night of the Living Dead)
- 1973: Ganja & Hess
- 1984: Beat Street
- 1988: Fright House
- 1989: To Die For